# アンゴラの鉄道
アンゴラの鉄道では、アンゴラにおける鉄道について記す。

## 事業者
- ルアンダ鉄道 (Luanda Railway) ルアンダ ～ マランジェ
- ベンゲラ鉄道 (Benguela railway) ロビト ～ コルヴェジ（コンゴ民主共和国）
- モサメデス鉄道(Moçâmedes Railway) ナミベ（モサメデスまたはモサメデシュ） ～ メノングエ

## 隣接国との鉄道接続状況

### 本土
- ザンビア - 接続なし
- ナミビア - 接続なし
- コンゴ民主共和国 - 接続（ベンゲラ鉄道）

### カビンダ（飛地）
- コンゴ共和国- 接続なし
- コンゴ民主共和国 - 接続なし